# До-Веллі (Кентуккі)
До-Веллі (англ. Doe Valley) — переписна місцевість (CDP) в США, в окрузі Мід штату Кентуккі. Населення — 2270 осіб (2020).

## Географія
До-Веллі розташоване за координатами 37°58′35″ пн. ш. 86°6′29″ зх. д. / 37.97639° пн. ш. 86.10806° зх. д. (37.976261, -86.107918).  За даними Бюро перепису населення США в 2010 році переписна місцевість мала площу 11,99 км², з яких 10,51 км² — суходіл та 1,48 км² — водойми.

## Демографія
Згідно з переписом 2010 року, у переписній місцевості мешкала 1931 особа в 749 домогосподарствах у складі 591 родини. Густота населення становила 161 особа/км².  Було 841 помешкання (70/км²).
Расовий склад населення:
| - 95,1 % — білих - 1,3 % — чорних або афроамериканців - 0,5 % — корінних американців - 0,5 % — азіатів |

До двох чи більше рас належало 2,3 %. Частка іспаномовних становила 1,5 % від усіх жителів.
За віковим діапазоном населення розподілялося таким чином: 24,3 % — особи молодші 18 років, 61,1 % — особи у віці 18—64 років, 14,6 % — особи у віці 65 років та старші. Медіана віку мешканця становила 43,1 року. На 100 осіб жіночої статі у переписній місцевості припадало 96,2 чоловіків;  на 100 жінок у віці від 18 років та старших — 96,6 чоловіків також старших 18 років.
Середній дохід на одне домашнє господарство  становив 79 475 доларів США (медіана — 66 518), а середній дохід на одну сім'ю — 94 638 доларів (медіана — 87 500). За межею бідності перебувало 5,6 % осіб, у тому числі 9,2 % дітей у віці до 18 років та 3,3 % осіб у віці 65 років та старших.
Цивільне працевлаштоване населення становило 693 особи. Основні галузі зайнятості: публічна адміністрація — 26,7 %, освіта, охорона здоров'я та соціальна допомога — 26,1 %, роздрібна торгівля — 7,8 %, фінанси, страхування та нерухомість — 6,2 %.